# Buddhizmus Bulgáriában
A buddhizmus Bulgáriában kisebbségi vallás – de nem hivatalos – amely hozzávetőleg ezer főt jelent. A buddhizmus, a hinduizmus és a taoizmus a peresztrojka idején vált népszerűvé a bolgárok körében, főleg a kommunista rezsim bukását követően. Mivel a bolgárok egyébként keresztény vallásúak (római katolikus vagy ortodox), ezért általában csak kiegészítő vallásnak számítanak. A keleti vallások közül hivatalosan is be vannak jegyezve buddhista központok. A buddhisták száma valamelyest megnőtt a vietnámi bevándorlók miatt, akik túlnyomórészt a mahájána buddhizmust követik.
Bulgáriában szintén élnek kínai származású buddhisták. A bolgár nemzetiségű buddhista gyakorlók általában a théraváda vagy a vadzsrajána irányzathoz tartoznak. Hivatalosan is bejegyzett buddhista szervezet a tibeti buddhizmushoz tartozó karma kagyü szervezet, amelynek szellemi vezetője a karmapa. A szervezet alá tartozik a Gyémánt út buddhista csoport, amelynek legfőbb alakja Táje Dordzse, az egyik 17. karmapa (két karmapát hirdettek, személyük a mai napig vitatott). Bulgáriában nekik több központjuk is létezik.
A tibeti Secsen kolostor elvonulási helyet tart fenn a főváros, Szófia közelében. Ide csak tagok léphetnek be és a nagyközönség számára nem látogatható.
2005 óta létezik Bulgáriában a Bolgár Buddhista Társaság (bolgárul: БУДИСТКА ОБЩНОСТ В БЪЛГАРИЯ), amelynek több mint 200 tagja van. A társaság a tibeti buddhizmus alapelveit követi.